# Иванов, Леонид Александрович (гидрограф)
Леонид Александрович Иванов (1916 — 2005) — советский и российский полярник и ученый-гидрограф, кандидат географических наук, профессор.

## Образование
В 1941 г. окончил Гидрографический институт Главсевморпути. После окончания аспирантуры защитил диссертацию на соискание ученой степени кандидата географических наук.

## Профессиональная деятельность во время ВОВ
В июне 1941 г. студентом 5-го курса Гидрографического института командирован для прохождения производственной практики на производственные работы в Гидроотдел (г. Енисейск) в качестве прораба-гидрографа. В декабре 1941 г. отозван в для окончания учёбы и сдачи государственных экзаменов.
После окончания института направлен для работы в Гидрографическое управление Главсевморпути. В навигацию 1942 г. работал инженером-гидрографом в гидрографической экспедиции по обеспечению проводки морских военных караванов в Карском море. После окончания навигации (осень 1943 г.) продолжил работу в Море Лаптевых (п. Тикси). С мая 1945 г. работал начальником морской гидрографической экспедиции.

## Преподавательская и административная работа в высшей школе
Работал в Государственной морской академии имени адмирала С. О. Макарова (ВАМУ им. адм. С. О. Макарова — ЛВИМУ им. адм. С. О. Макарова) с 1949 года.
В 1958—1973 гг. являлся начальником арктического факультета училища.
На кафедре гидрографии моря прошел путь от ассистента до профессора (на кафедре работал до 2001 г.).

## Награды
- медаль «За доблестный труд в Великой Отечественной войне 1941—1945 гг.»;
- Почетный работник морского флота;
- Почетный полярник[4].

## В воспоминаниях современников
Известный полярник, ветеран полярной гидрографии, начальник Гидрометерологического факультета ВАМУ им. адмирала С. О. Макарова в 1950—1953 гг .В. В. Дремлюг упоминает Л. А. Иванова в своих воспоминаниях.